# Спенсер, Джон (политик)
Достопочтенный Джон Спенсер (англ. Hon. John Spencer; 13 мая 1708 — 19 июня 1746) — британский дворянин и политик. Предок графов Спенсер.

## Биография
Джон Спенсер родился 13 августа 1708 года и был младшим сыном Чарльза Спенсера, 3-го графа Сандерленда (1675—1722), и его второй супруги, леди Энн Черчилль (1683—1716). Старшие братья — Роберт Спенсер, 4-й граф Сандерленд (1701—1719) и генерал-лейтенант Чарльз Спенсер, 3-й герцог Мальборо (1706—1758).
В 1732 году Джон Спенсер стал преемником своего кузена, Уильяма Годольфина, маркиза Блэндфорда (1700—1731), в качестве депутата Палаты общин от Вудстока (1732—1746).
Джон Спенсер вместе с Томасом Корэмом и Уильямом Хогартом участвовал в основании Госпиталя найденышей в Лондоне в 1739 году. Джон Спенсер упоминается как один губернаторов-основателей этого заведения.
В январе 1733 года Джон Спенсер унаследовал отцовские поместья в Бедфордшире, Нортгемптоншире (в том числе и усадьба Элторп) и Уорикшире, а также получил наследство от своей бабки, Сары Черчилль, герцогини Мальборо, в том числе Уимблдон-парк.
14 февраля 1733 года Джон Спенсер женился на Джорджиане Кэролайн Картерет (12 марта 1715 — 21 августа 1780), третьей дочери и наследнице Джона Картерета, виконта Картерета, позднее 1-й графа Гренвиля. У супругов было двое детей:
- Джон Спенсер, 1-й граф Спенсер (19 декабря 1734 — 31 октября 1783)
- Диана Спенсер (1735—1743)

19 июня 1746 года 37-летний Джон Спенсер скончался. Его жена Джорджиана Кэролайн в 1750 году вторично вышла замуж за Уильяма Клаверинга-Купера, 2-го графа Купера (1709—1764).
Поместье Элторп в графстве Нортгемптоншир остается резиденцией графов Спенсер, а имение Уимблдон было продано в 1846 году 4-м графом Спенсером.